# Engångsligg
Engångsligg eller one-night stand (efter engelska) är en beteckning för en tillfällig sexuell förbindelse. 
I undersökningen Sex i Sverige från 1997 uppgav 5 % av de tillfrågade männen att deras senaste samlag var med en tillfällig partner. Motsvarande siffra för kvinnorna var då 1 %. Som jämförelse utgjorde samlag med make/maka, sambo eller "stadig partner" 85 % för män och 91 % för kvinnor.